# 佐々木高行
佐々木 高行（ささき たかゆき、文政13年10月12日〈1830年11月26日〉- 明治43年〈1910年〉3月2日）は、江戸時代末期（幕末）から明治期の日本の政治家。爵位は侯爵。幼名は万之助、通称は三四郎。初名は高喜（たかあつ）、高春（たかはる）と称し、高行（たかのり）に改名した後に、現在の名称に改名した。佐佐木高行とも表記される。土佐三伯の1人（他に板垣退助・後藤象二郎）。著作である日記『保古飛呂比』は幕末・維新期の第一級資料として知られる。
藩士と郷士の身分が確立されている土佐藩の中で上士の板垣退助や谷干城と同じく、郷士に対し寛大だった人物として有名。明治政府高官の中でも保守派を代表する1人であり、明治天皇の信任を楯に政治体制を巡り伊藤博文らと争った。

## 生涯

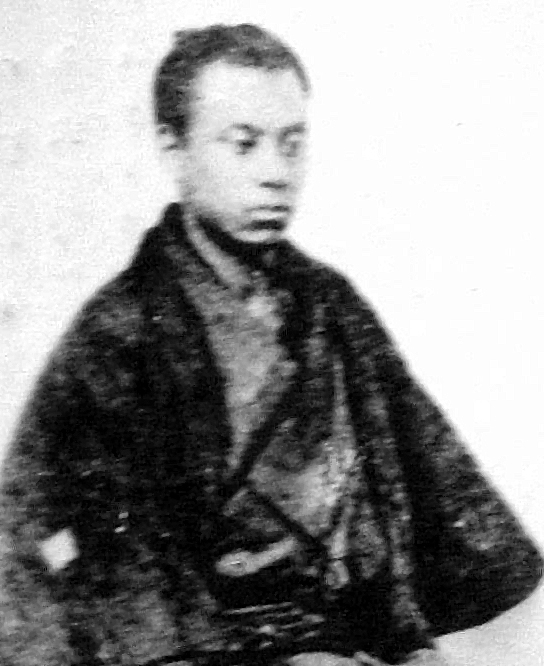
土佐藩士時代の佐々木

### 幕末期
文政13年（1830年）、土佐国吾川郡瀬戸村（高知県高知市）に土佐藩士・佐々木高順（100石）の次男として生まれる。誕生前の5月19日に父が死去したことにより48石まで家禄が逓減し、姉千代子の夫谷潤三郎が養子に入り佐々木高下と改名し家督継承、幼少期は貧窮に耐えて過ごしている。
元治元年（1864年）に義兄が死亡したことにより家督継承、剣術を麻田直養（勘七）に学び、窪田清音の門下生である若山勿堂から山鹿流の兵法を習い、同門の清岡道之助等と窪田練兵場で鍛錬する。
また国学を鹿持雅澄に学び、鹿持の同門であった尊王攘夷派・武市瑞山（半平太）などとも交流。藩では文武調役、作事奉行、郡奉行、普請奉行、大目付などを歴任、山内豊信（容堂）の側近として藩政をリードし、九州大宰府に赴き情報収集に奔走、慶応3年（1867年）には上洛して後藤象二郎・坂本龍馬と薩土盟約の吟味および大政奉還の建白について協議している。

### 明治政府へ出仕
慶応4年（明治元年、1868年）に戊辰戦争が開始、それに伴い1月に江戸幕府の長崎奉行河津祐邦が現地から脱走すると、海援隊を率いて長崎奉行所を接収、長崎に赴任して来た長崎裁判所総督澤宣嘉と参謀井上馨の推薦で参謀助役に任命、空白地帯の長崎取り締まりを任された。長崎で隠れキリシタン裁判（浦上四番崩れ）と土佐藩が起こしたフランス軍水兵殺傷事件（堺事件）に関わった後富岡県知事・天草県知事を務め刑法官に出仕、明治2年（1869年）に発生した横井小楠暗殺事件の取調べや東京奠都の明治天皇迎え入れ、戊辰戦争で敗れた榎本武揚ら戦犯の処分も引き受けた。同年に刑法官副知事となり、翌明治3年（1870年）12月20日に鶴田皓・津田真道・水本成美・邨岡良弼らと協力して刑法の新律綱領制定を果たした。その功績により参議、翌明治4年（1871年）に司法大輔に昇進、11月からは岩倉使節団の一員（理事官）として平賀義質・岡内重俊を連れて欧米各国の司法制度調査のため各国を巡る。
旅行中はアメリカ訪問前に乗っていた蒸気船「アメリカ」号で団員達の野蛮な振る舞いに眉を顰め、到着後は大使岩倉具視が和装から洋装に着替えたことを軽率と考え、外国通の副使伊藤博文の有頂天な振る舞いを日記に書いて憤慨している。一方、自分達他の団員も社交界に出る必要性から洋服に着替えたが、慣れない服に戸惑い「不恰好」「窮屈」と日記に記し、表面上の文明開化を批判し、日本固有の制度・精神を保持しつつも西洋文明の取得を重視、改革の速度を緩やかにして混乱を最小限に留める漸進的な考えを持つようになっていった。
アメリカの後はイギリス、フランス、ドイツ、イタリアを歴訪して各裁判所を視察、明治6年（1873年）に使節団に先立ってインド洋経由で帰国（3月11日に横浜港へ到着）、政府への報告に急進的な改革を戒めた漸進論を主張した。また、このような考えから改革を推し進めた留守政府には批判的で、明治六年政変で同郷の後藤象二郎と板垣退助が下野しても政府に留まり、明治7年（1874年）7月から翌8年（1875年）4月まで左院副議長に在任（議長は伊地知正治）、大阪会議で左院が廃止されたことにより元老院議官を経験した。
明治9年（1876年）10月と翌10年（1877年）6月の2度に渡り土佐へ帰郷し、不平士族と板垣ら民権派の扇動を防ぐため、政府の命令を受けて中島信行と共に士族の説得に尽くし、同年10月に西南戦争の終結と土佐の鎮静化を見届け東京へ戻った。明治11年（1878年）は地方議会整備に尽力したが、明治天皇の教育を担当する侍補・元田永孚と岩倉具視の協議で3月5日に一等侍補に就任、天皇の側近として精神的成長と政治意欲の向上を促し、「天皇親政運動」に大きく動いていくことになる。

### 天皇親政運動の展開
明治10年8月に設置された侍補グループは新たに佐々木を加え、政府首班の内務卿大久保利通と天皇輔導を話し合い、大久保を宮内卿とする構想実現に近づけたが、明治11年（1878年）5月14日に大久保が暗殺されたことで挫折した。政治危機を感じた佐々木は元田や吉井友実・土方久元・米田虎雄ら他の侍補と共に2日後の5月16日に天皇に親政実行を直訴、天皇も賛成したことを受け、18日に大久保の後を継いで内務卿となった伊藤博文・岩倉具視ら政府に対して、天皇の閣僚会議参加と侍補の傍聴・臨席を迫った。
だが、政府は前者を認めたが、後者は宮中・府中が混同され分離の原則を乱す元になるとして拒否した。佐々木は政府に抗議したが聞き入れられず、天皇の政治関与も抑えられ、天皇が希望した佐々木の工部卿就任はならず、29日に侍補達が反対していた井上馨が伊藤の後釜で工部卿になったこと、侍補の一員で宮内卿を兼任していた徳大寺実則が政府に侍補を解任されたことなどで侍補の運動は抑えられていった。一方、12月24日に佐々木が海軍省御用掛に任命され、同じ侍補の山口正定も海軍中佐にされたことは、参謀本部を創設して天皇との直結を図った陸軍に反発した海軍が、天皇の信頼が厚い両者を通して天皇との直結を提案（海軍卿川村純義の主張とされる）、侍補を政治関与させて侍補との妥協を図った政府の意志であった。御用掛を兼任した佐々木は様々な人材を登用、山本権兵衛のドイツ留学と伊地知正治・副島種臣の宮内省引き入れを仲介している。
しかし侍補達は運動を諦めず、翌明治12年（1879年）3月に政府に建議書を提出、前年8月から11月に北陸・東海地方を巡幸して積極的に地方の民情に接した天皇が「勤倹」と称する表層的な開化主義の否定と財政緊縮を岩倉らに表明したことを受け、天皇の意見を元に建議書を作成し政府に提出した。内容は親政と勤倹実現、政府の元老院干渉排除を盛り込んでいたが、この意見も政策に反映されず、政府から侍補の分断を目論んだ人事異動が発令、吉井が工部少輔として工部省へ転出された。この異動は単なる分断ではなく、勤倹を重視する侍補を現場へ送り込み、実際に主張をどう活かすか実地教育と考えの補正を兼ねた政府側の目論見があり、工部卿の井上と海軍卿の川村がその監督を引き受けたとする。やがて吉井は多忙から侍補の役割を果たせなくなり、勤倹の理念を抑え政府へ籠絡されていった。
そうこうする内に元田が「侍補を辞めて、代わりに参議が責任を果たす」と軽率な発言をしたことを受け、10月13日に侍補は廃止された。元田は宮中に留まったが、佐々木は明治13年（1880年）初頭に政府から北日本出張を命じられ、同年3月に東京へ戻り元老院副議長に就任、宮中から遠ざけられた。廃止と引き換えに政府は天皇輔導を約束したが、明治12年9月に井上が参議に加わり、明治13年2月に田中不二麿が司法卿に就任したことは天皇が政府に押し切られた結果であり、輔導の約束は守られず天皇の政治関与抑制も続けられ、親政運動は侍補廃止により挫折した。
しかし、明治13年5月に大蔵卿大隈重信主導の大隈財政を巡る紛糾で佐々木らは再び政争に加わった。大隈は外債募集で財政補填を図ったが政府が賛成・反対に分裂、佐々木は元田・土方ら元侍補と組んで反対陣営に与し天皇に奏上、政府の反対意見も集積した上で天皇は外債を中止した。この問題を契機として元侍補を再結集し政府の人事と財政に口を挟むようになり、提言は実現はしなかったが、天皇の信任でしばしば諮問に応じている（谷干城と内海忠勝の出処進退、西園寺公望の拝謁問題の相談）。
翌明治14年（1881年）、大隈が提出した急進的な憲法制定・国会開設論が伊藤らの反発を買い、7月に開拓使官有物払下げ事件が起こり世論の激化で政府が動揺すると好機と考え、宮中や元老院を舞台に谷・元田らと共に天皇親政運動を主導して、払下げ反対と大隈の追放および元老院の権限強化と参議廃止を訴え、天皇を擁して再度親政を掲げ伊藤ら政府要人の排除に動いたために「中正党」と称された。9月に結成された中正党の顔触れは元侍補達と谷や鳥尾小弥太・三浦梧楼・曾我祐準ら非主流派の軍人、河田景与・中村弘毅ら元老院議官、三好退蔵・金子堅太郎ら少壮官僚で構成されていた。
だが、10月に政府主導の明治十四年の政変で大隈が追放、払下げ中止や政府が打ち出した国会開設の詔への対応を巡り中正党は分裂、政府の方針は参議の継続と各省卿の兼任となり、10月21日に政変による人事異動で佐々木は参議・工部卿に就任した。参議廃止を始めとした政治改革は取り上げられず天皇親政運動も消滅、佐々木は工部省で新たな政策に取り組まなければならなくなる。

### 工部卿時代
工部省は明治3年の発足以来元長州藩士の拠点となっていて、工部卿も長州系の政治家が交代していた中で、佐々木の登用は例外だった。これは吉井と同じく勤倹思考の矯正を図る政府の意向があり、佐々木の海軍省御用掛もその前段階に当たっていた。工部少輔だった吉井は前年6月に大輔に昇進していたが、明治14年に日本鉄道社長への転出が内定しており（翌明治15年（1882年）1月に実行され7月の井上勝まで空位）、佐々木が就任した後は長州派の芳川顕正が工部少輔となり、芳川が佐々木の補佐・抑制を担当する中で佐々木は勤倹と西欧化開発事業をどう折り合いを付けるか試行錯誤していった。
さしあたっては大隈が明治13年の時点で計画していた工場・鉱山などの官営事業払下げを推進、明治15年12月と明治16年（1883年）夏に工部省の方針を定めた意見書を政府に提出した。内容は「官営では規則に縛られ商業に通じない官僚が担当するため利益が少ない」「事業を整理・統合して不要な局は各省へ移管、工部省は道路・港湾など土木事業に絞る」と書いた。勤倹を現実に適応した場合を探り、工業政策の意義は認めつつ官営の非効率性と商人癒着を批判し、大規模な土木事業を国の運営にすべきと結論付けた。
提案は政府に採用されなかったが、佐々木は構わず工部省の改革に邁進、組織改変と工場・鉱山払下げに熱心に取り組んだ。閣議は事業放棄に難色を示したが、佐々木の熱意に押され財政難もあり認可、深川セメント製造所、品川硝子製造所、中小坂鉄山、長崎造船所、阿仁鉱山など多くの官営模範工場が民間に払下げられた。また、1度認められなかった工部省の改革案を明治17年（1884年）3月と10月に再度提出したが、こちらは結論を得られず停滞した。
一方、明治15年7月に芳川が転出したことを契機に工部省の実権を掌握、井上勝が工部大輔に任命、同年8月に書記局長林董がロシアへ出張となり留守役の安川繁成が実務を担当したことは有利に働いた。佐々木は安川と調整して改革案作成に取り組み、鉄道敷設に全力を挙げていた井上を支援、明治15年2月に中山道を通る区間（長浜駅 - 大垣駅間、東京駅 - 高崎駅間）の建設を上申した井上の提案を採用したり、明治16年に鉄道工事の継続と中山道路線敷設を井上と話し合う一方、私設鉄道の設立を極力阻止、井上の要請に基づいて日本鉄道の東北本線敷設を認可している。
明治18年（1885年）5月に閣議で工部省廃止が決まり、12月に伊藤が創始した内閣制度で業務内容は分散、電信は郵便と一体化して逓信省が設立、鉄道は内閣直属となり工部省は完全に解体された。これは大蔵省と内務省の勢力争いに巻き込まれ、小規模のため敗北したからとされるが、工部省が土木事業専門組織に生まれ変わる狙いが大蔵省・内務省の前に否定されたことが原因ともされる。いずれにせよ、佐々木は工部省廃止と内閣制度開始と共に閣外に去って同年に宮中顧問官となり、政界の影響力を排除され宮中に軸足を移していく。

### 晩年

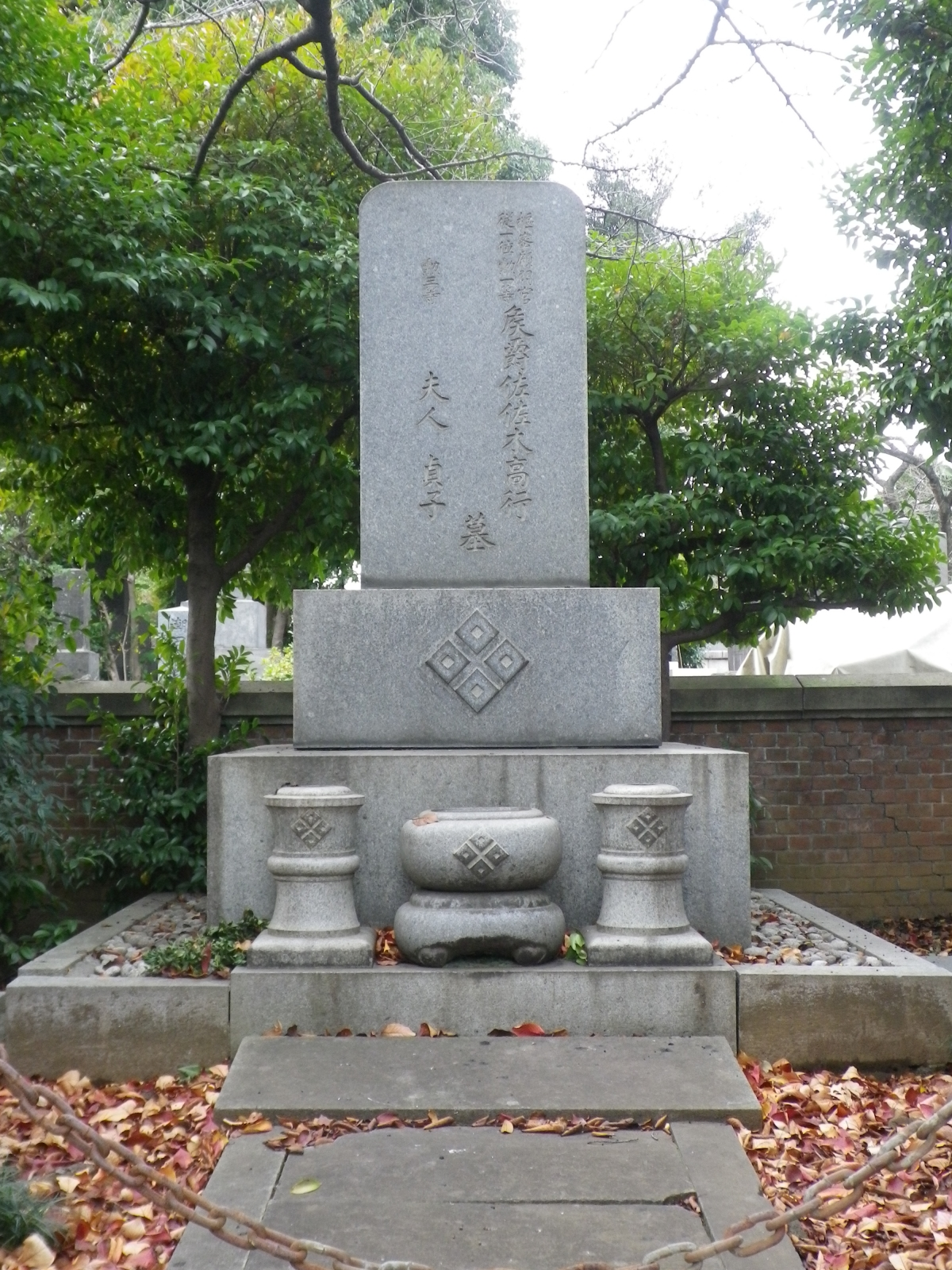
佐々木高行・貞子夫妻の墓

明治17年、維新以来の功績によって伯爵を授かり、明治21年（1888年）から死去まで枢密顧問官を勤め、この間に明宮・常宮・周宮の養育係主任を務めた。明治23年（1890年）には吉井や千家尊福らと神祇院再興運動を進めるが採用されず、西村茂樹らと敬神・尊王・愛国思想の普及に尽くす。明治29年（1896年）、関係者の強い要望によって、当時経営状態が悪化していた皇典講究所の第2代所長に就任し、再建に尽力した。明治天皇の信任は変わらず話し相手として宮中で過ごしたが、もはや政治関与の機会は与えられなかった。
明治42年（1909年）4月29日に侯爵に昇叙し、貴族院侯爵議員に就任。翌明治43年（1910年）3月2日薨去。享年79。嫡男の高美に先立たれていたため、爵位は孫の行忠が継承、行忠も祖父と同じく皇典講究所の所長を務めた。墓は東京都港区青山霊園にある。

## 栄典
位階
- 1884年（明治17年）12月27日 - 従三位[12]
- 1887年（明治20年）4月12日 - 正三位[13]
- 1910年（明治43年）3月2日 - 従一位[14]

勲章等
- 1882年（明治15年）11月1日 - 勲一等旭日大綬章[15][16]
- 1884年（明治17年）7月7日 - 伯爵[17]
- 1889年（明治22年）11月25日 - 大日本帝国憲法発布記念章[18]
- 1906年（明治39年）4月1日 - 旭日桐花大綬章[19]
- 1909年（明治42年）4月29日 - 侯爵[20]

## 家族
国久市兵衛の長女貞子と結婚、2男3女を儲けた。
- 千勢子（1849年 - 1902年） - 藤井守馬と結婚。娘婿に田内三吉がいる。
- 加賀美繁子（1857年 - 1942年、旧名・静衛） - 高知で生まれ、母親と上京して竹橋女学校に通い、フルベッキに英語を学ぶ[22]。児玉淳一郎と結婚し子を儲けるも離婚、1884年に加賀美光賢と再婚[22] 。光賢（1846 - 1907、山梨出身）は神職の子に生まれ、ウィリアム・ウィリスに西洋医学を学び、海軍軍医学校長、海軍軍医総監、宮中顧問官を務めた医師[23]。光賢の弟に軍医大監の加賀美照太郎がいる[24] 。光賢と再婚後、恒久王妃昌子内親王、周宮房子内親王の養育係となり、以後宮内省御用掛竹田宮御用取扱として皇室に仕える[22]。長女の夫に海軍軍医総監・臼井宏、二女の夫に陸軍大佐・小山秋作（小山正太郎の弟）、長男は児玉孝顕、二男は三橋四郎の養子となった[22]。孫に小山觀翁
- 高美（1862年 - 1902年） - 父に先立ち死去。真木長義は岳父。長男は佐佐木行忠
- 律子（1870年 - 1880年）
- 高志（1872年 - 1949年） - 分家、海軍中佐

## 関連作品
佐々木高行および佐々木三四郎が登場する作品
- 『お〜い!竜馬』（原作・武田鉄矢、作画・小山ゆう）- 史実では下士に対して寛容的なのに逆に漫画では下士を見下すというスタンスを取っている。